# King George V Dock (London)
Das King George V Dock ist eines von drei Hafenbecken der Royal Docks im Londoner East End und nach König Georg V. benannt, der von 1910 bis 1936 König von Großbritannien und (Nord-)Irland war. Heute ist das Areal Teil der Docklands.

## Geschichte
Sein Bau durch die Londoner Hafenbehörde begann 1912, womit das King George V Dock das letzte in London am Unterlauf der Themse angelegte Hafenbecken war. Der Erste Weltkrieg verzögerte die Bauarbeiten, aber 1921 konnten die Hafenanlagen fertiggestellt werden. Das Hafenbecken besitzt 26 Hektar Wasserfläche und ist damit das kleinste der Royal Docks. Es besaß eine eigene Zufahrt von der Themse aus und konnte große Linienschiffe wie z. B. die Mauretania aufnehmen. An seinem Westende gab es ein großes, heute verfülltes Trockendock und ein Werkstattgebäude für Schiffsreparaturen, die von Harland & Wolff betrieben wurden. Zusammen mit den anderen Hafenbecken der Royal Docks wurde es 1980 für den Handelsschiffverkehr geschlossen.

## Heute
Die wichtigste Einrichtung des Hafenbeckens ist heute der Flughafen London City, dessen einzelne Start- und Landebahn an der Nordseite des Hafenbeckens entlang entstand. Das westliche Ende des Hafenbeckens wurde verfüllt und das Flughafenterminal darauf errichtet. Der Rest der Wasserfläche existiert noch, er stellt die Pufferzone zwischen der Start- und Landebahn des Flughafens und den umliegenden Gebieten dar. Auf der Südseite des Hafenbeckens riss man die Lagerhäuser ab, das Gelände dient heute größtenteils als Parkplatz für den Flughafen.
Nach diesem Hafenbecken ist der im Dezember 2005 eröffnete Bahnhof King George V auf der London-City-Airport-Linie der Docklands Light Railway benannt.